# 阿塞拜疆外交部
阿塞拜疆外交部，是阿塞拜疆政府的组成部门之一，负责阿塞拜疆的外交事务。现任部长埃尔马·马迈季亚罗夫，2004年上任。